# Ozona
La census-designated place d’Ozona est le siège du comté de Crockett, dans l’État du Texas. Elle comptait 3 225 habitants lors du recensement de 2010.

## Source
- (en) Cet article est partiellement ou en totalité issu de l’article de Wikipédia en anglais intitulé « Ozona, Texas » (voir la liste des auteurs).